# Haminoea crocata
Haminoea crocata är en snäckart. Haminoea crocata ingår i släktet Haminoea och familjen Haminoeidae. Inga underarter finns listade i Catalogue of Life.